# (891) Gunhild
(891) Gunhild – planetoida z pasa głównego asteroid okrążająca Słońce w ciągu 4 lat i 306 dni w średniej odległości 2,86 au. Została odkryta 17 maja 1918 roku w Landessternwarte Heidelberg-Königstuhl w Heidelbergu przez Maxa Wolfa. Gunhild to niemieckie imię żeńskie, jednak nie wiadomo, czy nazwa ta została nadana na cześć konkretnej osoby. Przed jej nadaniem planetoida nosiła oznaczenie tymczasowe (891) 1918 DQ.